# Rockwool
ROCKWOOL is een internationaal bedrijf dat zijn basis heeft in Denemarken. Het is de grootste producent ter wereld van steenwolvezels voor o.a. isolatiemateriaal, teelt-substraten, drainage en waterbuffers, akoestische-absorptie en -isolatie en fillers. In 2023 telde het bedrijf 51 fabrieken in 23 landen. De producten worden wereldwijd, in 120 landen, verkocht. 

## Geschiedenis
Het bedrijf werd in 1909 opgericht als tegelproducent onder de naam Hendriksen & Kähler en hield zich ook bezig met de winning van grind, mergel en kolen. In 1935 werden de intellectuele rechten voor de productie van steenwol gekocht voor 5000 Amerikaanse dollar, waarna in 1937-1938 hiervoor fabrieken werden gesticht in Denemarken, Zweden en Noorwegen.

### ROCKWOOL in Nederland
ROCKWOOL nam in 1971 het bedrijf Lapinus in Roermond over die verder ging als Rockwool Lapinus bv. Geleidelijk aan werden er nieuwe productieprocessen ingevoerd en ook werd de productie uitgebreid. Deze bedroeg in de jaren 70 van de 20e eeuw ongeveer 25.000 ton per jaar. De groei werd niet alleen veroorzaakt door de sterk gestegen vraag naar woningisolatie na de oliecrisis van 1973, maar ook door een veranderde marketingstrategie, waarbij men overging tot productdiversificatie.

## Aandeelhouders
De aandelen van Rockwool staan genoteerd aan de Beurs van Kopenhagen en maken deel uit van de OMX Copenhagen 20 index. Er zijn A- en B-aandelen, het belangrijkste verschil is het stemrecht. Een A-aandeel heeft 10 stemrechten en een B-aandeel maar een (1). De ROCKWOOL Foundation is de grootste aandeelhouder met 23% van de aandelen en 28% van het stemrecht.